# Ed Helms
Ed Helms (* 24. ledna 1974, Atlanta, Georgie, Spojené státy americké) je americký herec, komik a zpěvák. Proslavil se rolí korespondenta v seriálu The Daily Show, rolí Andyho Bernarda v sitcomu stanice NBC Kancl a rolí Stuarta Prince ve filmech Pařba ve Vegas (2009), Pařba v Bangkoku (2011) a Pařba na třetí (2013).

## Filmografie

### Film
| Rok  | Název                              | Role                                              | Poznámky               |
| ---- | ---------------------------------- | ------------------------------------------------- | ---------------------- |
| 2004 | Blackballed: The Bobby Dukes Story | Bunker McLaughlin                                 |                        |
| 2006 | Malý zázrak                        | Hobo Louie (hlas)                                 |                        |
| 2006 | Noc v muzeu                        | zubař                                             | vymazaná scéna         |
| 2007 | Božský Evan                        | reportér / Ed Carson                              |                        |
| 2007 | I'll Believe You                   | Leon                                              |                        |
| 2007 | Neuvěřitelný život rockera Coxe    | manžer                                            |                        |
| 2008 | Poloprofesionál                    | reportér v roláku                                 |                        |
| 2008 | Báječný svět shopaholiků           | Garret E. Barton                                  | nekreditovaná role     |
| 2008 | Seznamte se s Davem                | Číslo 2                                           |                        |
| 2008 | Zahulíme, uvidíme 2                | interpret                                         |                        |
| 2008 | Zvláštní škola                     | Maurice Bunting                                   |                        |
| 2009 | The Smell of Success               | Chet Pigford                                      |                        |
| 2009 | Pařba ve Vegas                     | Stuart Price                                      |                        |
| 2009 | Monstra vs. Vetřelci               | zprávař (hlas)                                    |                        |
| 2009 | Noc v muzeu 2                      | asistent Larryho Daley                            | nekreditovaná role     |
| 2009 | The Goods: Live Hard, Sell Hard    | Paxton Harding                                    |                        |
| 2011 | Cedar Rapids                       | Tim Lippe                                         | také výkonný producent |
| 2011 | Pařba v Bangkoku                   | Stuart Price                                      |                        |
| 2011 | Jeff, který žije s mámou           | Pat                                               |                        |
| 2011 | High Road                          | Barry                                             | nekreditovaná role     |
| 2012 | Lorax                              | The Once-ler (hlas)                               |                        |
| 2013 | Millerovi na tripu                 | Brad Gurdlinger                                   |                        |
| 2013 | Pařba na třetí                     | Stuart Price                                      |                        |
| 2014 | Kdo si vezme Barryho?              | Ben                                               |                        |
| 2014 | They Came Together                 | Eggbert                                           |                        |
| 2014 | Šofér                              | Karl-s-K-na-začátku                               |                        |
| 2015 | Bláznivá dovolená                  | Russell "Rusty" Griswold                          |                        |
| 2015 | Trable o Vánocích                  | Hank                                              |                        |
| 2016 | Kevin Hart: What Now?              | barman                                            |                        |
| 2017 | The Clapper                        | Eddie Krumble                                     | také producent         |
| 2017 | Kapitán Bombarďák ve filmu         | ředitel Benjamin Krupp / Kapitán Bombarďák (hlas) |                        |
| 2017 | Mune – Strážce měsíce              | Spleen (hlas)                                     |                        |
| 2017 | I Do... Until I Don't              | Noah Brewing                                      |                        |
| 2017 | Chappaquiddick                     | Joe Gargan                                        |                        |
| 2017 | Bastardi                           | Peter Reynolds                                    |                        |
| 2018 | A Futile and Stupid Gesture        | Tom Snyder                                        | také výkonný producent |
| 2018 | Máš ji!                            | Hogan „Hoagie“ Malloy                             |                        |
| 2019 | Corporate Animals                  | Brandon                                           | také producent         |
| 2019 | Tučnáci                            | vypravěč (hlas)                                   | dokument               |
| 2020 | Coffee & Kareem                    | James Coffee                                      |                        |

### Televize
| Rok        | Název                              | Role                    | Poznámky |
| ---------- | ---------------------------------- | ----------------------- | --- |
| 2002–09    | The Daily Show                     | Korespondent            | 207 dílů |
| 2004       | Cheap Seats: Without Ron Parker    | Bradley Wallace         | 2 díly |
| 2004, 2013 | Arrested Development               | James Carr              | 3 díly |
| 2005       | Sunday Pants                       | Neil, anděl (hlas)      | sergman: „Weighty Decisions“ |
| 2006       | The Colbert Report                 | vypravěč                | díl: „Linda Hirshman“ |
| 2006       | Samurai Love God                   | Samurai Love God (hlas) | mini-série |
| 2006–13    | Kancl                              | Andy Bernard            | hlavní role (3.–9. řada), 163 dílů nominace – Screen Actors Guild Award v kategorii nejlepší obsazení (komediální seriál) (2008–10, 2012–2013)    |
| 2008       | Upright Citizens Brigade: Asssscat | host                    | nekreditovaná role |
| 2008       | Americký táta                      | Pan Buckley (hlas)      | díl: „Stanny Slickers II: The Legend of Ollie's Gold“                                                                                             |
| 2008       | Wainy Days                         | doktor                  | díl: „Angel“ |
| 2008–10    | Childrens Hospital                 | doktor / zprávař        | 5 dílů |
| 2009       | Griffinovi                         | Al Gore (hlas)          | díl: „Lois na Foxu“ |
| 2010       | Funny or Die uvádí...              | Sám sebe                | 4 díly |
| 2011       | Saturday Night Live                | Moderátor               | díl: „Ed Helms/Paul Simon“ |
| 2011       | Wilfred                            | Daryl                   | díl: „Přijetí“ |
| 2011       | NTSF:SD:SUV::                      | Eddie                   | 2 díly |
| 2012       | The Mindy Project                  | Dennis                  | 2 díly |
| 2012       | Oškliví Američané                  | Dennis                  | díl: „Mark Loves Dick“ |
| 2012       | Comedy Bang! Bang!                 | Sám sebe                | díl: „Ed Helms Wears A Grey Shirt & Brown Boots“                                                                                                  |
| 2013       | Kroll Show                         | Kluk ze Sexu ve městě   | díl: „San Diego Diet“ |
| 2013       | Saturday Night Live                | Ted Pelms               | nekreditovaná role díl: „Zach Galifianakis/Of Monsters and Men“                                                                                   |
| 2014       | Brooklyn 99                        | Jack Danger             | díl: „Poštovní inspekce“ |
| 2015-2018  | BoJack Horseman                    | Kyle (hlas)             | díl: „Útěk z Los Angeles“ |
| 2015       | Jake and Amir                      | Mickey                  | díl: „The Auditions“ |
| 2015       | The Muppets                        | Sám sebe                | díl: „Pig Out“ |
| 2015       | V divočině s Bearem Gryllsem       | Sám sebe                | díl: „Ed Helms“ |
| 2016       | Drunk History                      | William McMasters       | díl: „Scoundrels“ |
| 2017       | Angie Tribeca                      | Dr. Clive Mister        | díl: „Germs of Endearment“ |
| 2017       | The Fake News with Ted Nelms       | Ted Nelms               | TV speciál; také tvůrce, scenárista a výkonný producent Writers Guild Award v kategorii nejlepší scenárista (komedie/zábavná show - hudba, umění) |

### Hudební videa
| Rok  | Název               | Umělec         |
| ---- | ------------------- | -------------- |
| 2013 | „Hopeless Wanderer“ | Mumford & Sons |
| 2015 | „The Wolf“          | Mumford & Sons |
| 2016 | „Don't Wanna Know“  | Maroon 5       |
| 2017 | „Wanna Do Day“      | Lisa Loeb      |